# Friedrich von Kracht
Friedrich Wilhelm Horst von Kracht (* 17. Mai 1844 in Guben; † 17. Juli 1933 in Dessau) war ein preußischer Generalleutnant.

## Leben

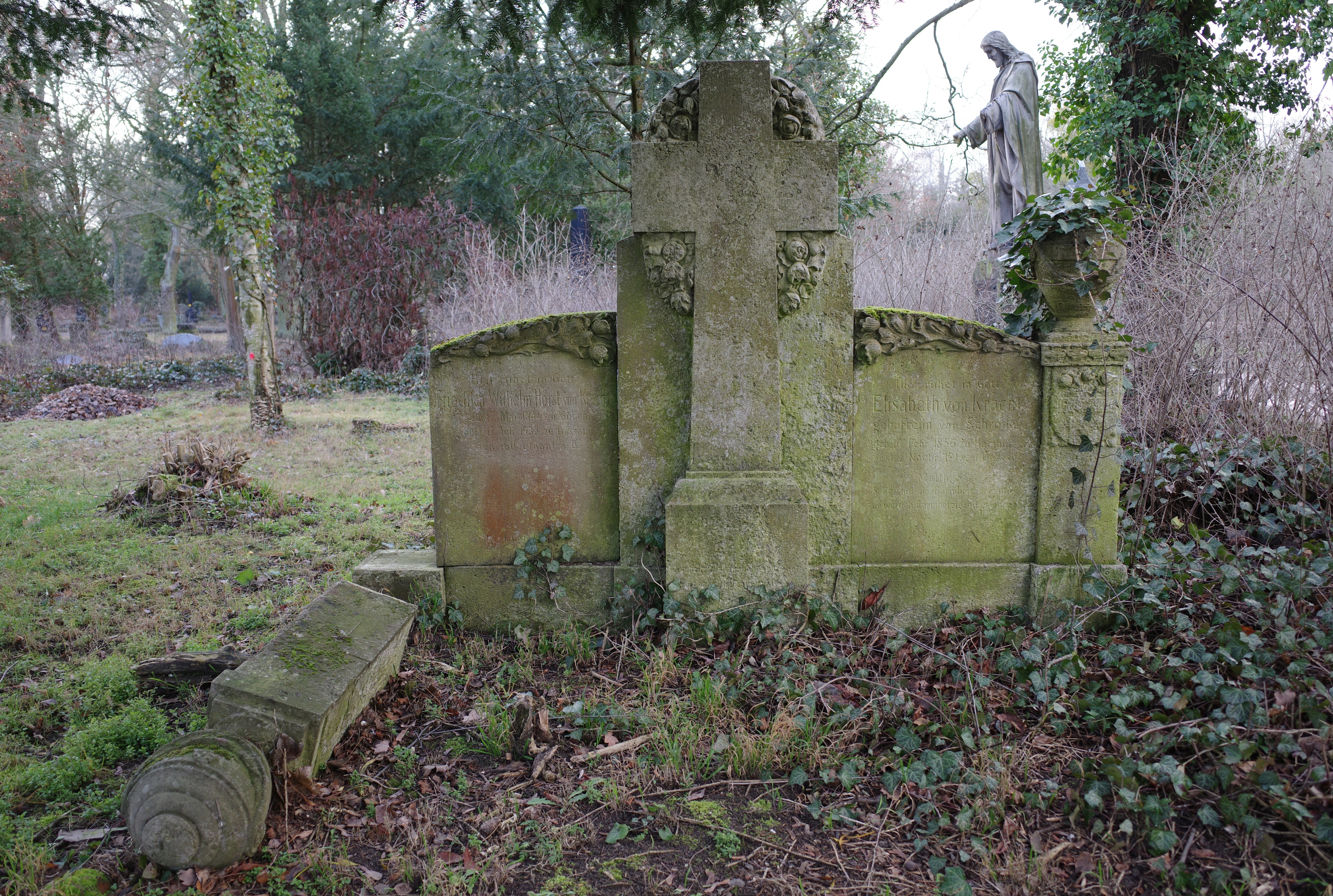
Grabmal in Dessau

### Herkunft
Friedrich entstammte dem Magdeburgischener Adelsgeschlecht von Kracht. Er war der jüngste Sohn von Maximilian August Heinrich von Kracht (* 20. April 1803 in Buchwald; † 29. März 1862 in Minden) und dessen Ehefrau Mathilde, geborene Schultze (* 2. Januar 1812 in Luckau; † 9. Januar 1892 in Hannover). Sein Vater war preußischer Oberst a. D. und zuletzt Kommandeur des 2. Westfälischen Infanterie-Regiments Nr. 15 gewesen.

### Militärlaufbahn
Kracht wurde am 2. Mai 1863 aus dem Kadettenkorps kommend als Sekondeleutnant dem 4. Pommerschen Infanterie-Regiment Nr. 21 der Preußischen Armee in Gnesen überwiesen. Dort war er vom 3. Juli bis zum 4. November 1866 Adjutant beim I. Bataillon. Im Deutschen Krieg nahm er an der Schlacht bei Königgrätz teil. 

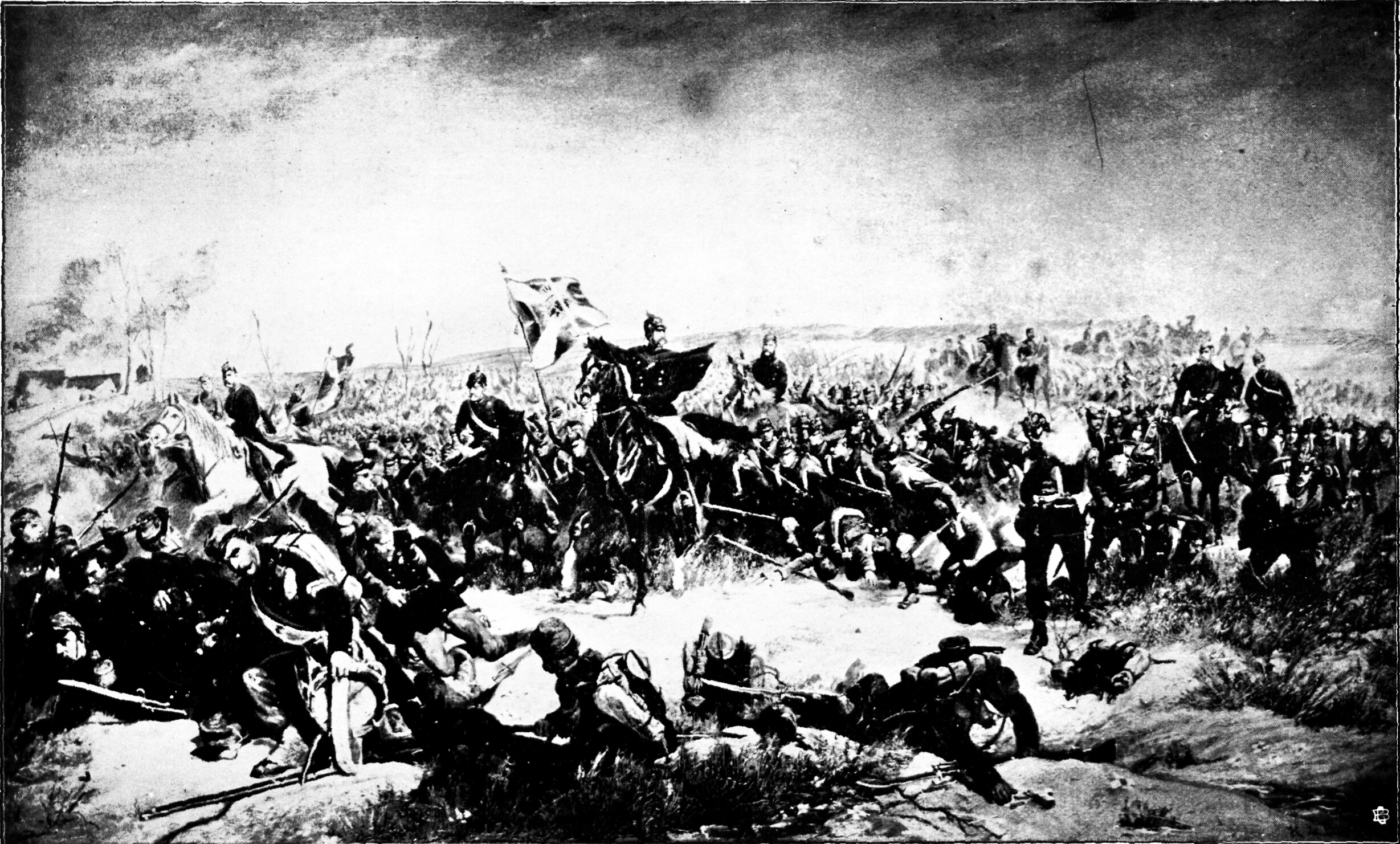
Die 76er in der Schlacht von Loigny

Nach dem Krieg wurde am 30. Oktober 1866 in Bromberg das Infanterie-Regiment Nr. 76, zu dem er gleichentags versetzt wurde, formiert und den zwei Musketier-Bataillonen Hannover sowie dem Füsilier-Bataillon Hameln als Garnisonsstädte zugewiesen. Vom 5. November 1866 bis zum 1. Dezember 1870 war er Adjutant des II. Bataillons. Nachdem die Garnisonen 1867 in die Freien Hansestädte Hamburg und Lübeck verlegt wurden, änderte sich die Benennung des Regiments am 7. November 1867 zu 2. Hanseatisches Infanterie-Regiment. Während des Deutsch-Französischen Krieges gehörte Kracht vom 2. Dezember 1870 der 6., ab dem 20. Mai 1871 der 8. mobilen Kompanie an. Zum Premierleutnant wurde er am 26. Dezember 1870 befördert. Er nahm an der Einschließung von Metz, der Belagerung von Toul und Paris, den Schlachten bei Orléans, Beaugency-Cravant und Le Mans, sowie bei den Gefechten bei Dreux, La Madeleine-Bouvet, Bellême, Meung, Fréteval, Morée, Connerré und Thorigné teil. In der Schlacht bei Loigny und Poupry wurde Kracht zwei Mal, an Hals und Gesicht, verwundet. Für seine Leistungen während des Krieges wurde er mit dem Eisernen Kreuz II. Klasse sowie dem Ritterkreuz II. Klasse des Bayerischen Militärverdienstordens mit Schwertern ausgezeichnet.
Auf seinen Antrag hin, wurde er auf ein Jahr zur Dienstleistung beim Garde-Feldartillerie-Regiment kommandiert. Unter der Beförderung zum Hauptmann wurde Kracht am 25. September 1875 zum Chef der 6. Kompanie ernannt. In das Füsilier-Regiment „von Gersdorff“ (Hessisches) Nr. 80 nach Wiesbaden wurde Kracht am 15. September 1876 versetzt. Zum überzähligen Major befördert, wurde er dem Regiment am 14. April 1887 aggregiert. Als Bataillonskommandeur folgte am 16. Februar 1889 seine Versetzung nach Freiburg im Breisgau in das 5. Badische Infanterie-Regiment Nr. 113. Unter der Beförderung zum Oberstleutnant wurde Kracht am 28. Juli 1892 als etatmäßiger Stabsoffizier in das Infanterie-Regiment „Fürst Leopold von Anhalt-Dessau“ (1. Magdeburgisches) Nr. 26 nach Magdeburg versetzt. Als solcher wurde er vom 17. bis zum 29. März 1893 zu einem Informationskursus bei der Infanterie-Schießschule in Spandau und zur Teilnahme an der Generalstabsreise des IV. Armee-Korps kommandiert.
Unter der vorläufigen Belassung in seiner Stellung wurde Kracht am 13. Mai 1895 zum Oberst befördert, bevor er am 29. Juni 1895 zum Kommandeur des Anhaltischen Infanterie-Regiments Nr. 93 mit Garnison in Dessau und Zerbst ernannt wurde. Die Stadt Zerbst ernannte Kracht am 17. Februar 1898 zum Ehrenbürger. Mit der gesetzlichen Pension wurde Kracht am 21. April 1898 zur Disposition gestellt und mit der Erlaubnis zum Tragen seiner bisherigen Uniform zum Kommandanten des Truppenübungsplatzes Altengrabow, wo er nach 1902 wohnte, ernannt. Am 25. November 1898 wurde ihm der Charakter eines Generalmajors verliehen.
Später wurde er Generalleutnant und kehrte nach Dessau zurück. Kracht war Rechtsritter des Johanniterordens.

### Familie
Kracht heiratete am 5. Juli 1877 in Hamburg seine Verlobte Henriette Sophie Bertha Elisabeth Freiin von Schroeder (* 10. Februar 1856 in Hamburg; † 7. November 1913 in Dessau) geheiratet. Aus der Ehe sind fünf Kinder entsprossen, darunter Elisabeth Henriette Bertha Mathilde, Karl Heinrich Friedrich Horst und Hilda Margaretha (1891–1983), die später Fridolin Rudolf Theodor Ritter und Edler von Senger und Etterlin heiratete.

## Auszeichnungen
- Roter Adlerorden II. Klasse mit Eichenlaub[2]
- Kronenorden II. Klasse[2]
- Komtur des Hausordens Albrechts des Bären[2]
- Ritterkreuz des Hausordens der Wendischen Krone[2]
- Mecklenburgisches Militärverdienstkreuz II. Klasse[2]
- Ehrenkreuz von Schwarzburg I. Klasse[2]